# Warrior of Ras volume II: Kaiv
Warrior of Ras volume II: Kaiv is een computerspel voor de platforms Commodore 64 en Commodore 128. Het spel werd uitgebracht in 1983. 